# Youri Andreïev
Pour les articles homonymes, voir Andreïev.
Youri Viktorovitch Andreïev (Юрий Викторович Андреев), né le 3 mars 1937 à Léningrad et mort le 17 février 1998 à Saint-Pétersbourg, est un helléniste, historien de l'antiquité et professeur d'université soviétique et russe qui fut l'un des spécialistes soviétiques les plus importants de l'histoire grecque antique.

## Carrière
Andreïev naît dans une famille de Léningrad dont le père est chercheur dans le domaine des machines à courant continu et la mère, ingénieur dans les techniques du soudage. Il s'intéresse dès son jeune âge à l'histoire, à la musique et à l'art, ce qui lui donne le goût des humanités. Il survit avec sa mère à un hiver du siège de Léningrad, puis ils sont évacués en août 1942 et retournent à Léningrad en 1944. Il termine ses études secondaires avec une médaille d'or et entre à la faculté d'histoire de l'université de Léningrad dont il sort diplômé en 1959. Entre 1960 et 1963, il est aspirant au doctorat de cette même faculté. Il présente sa thèse d'aspirant au doctorat en 1967 et sa thèse de doctorat en 1979. Il est ensuite dozent, puis il est nommé professeur en 1981 à la chaire d'histoire grecque et romaine, devenant l'un des spécialistes les plus importants en ce domaine en URSS, et un pédagogue expérimenté.
Il fait partie des auteurs qui publient L'Histoire du monde antique en trois tomes dans les années 1980, qui fut plusieurs fois réédité. Il doit quitter l'université de Léningrad en 1982 à cause de problèmes administratifs et entre à l'Institut d'archéologie de l'Académie des sciences d'URSS, dont il dirige à partir de 1986, jusqu'à la fin de sa vie, le département d'archéologie antique. La haute commission d'attestation lui attribue le titre de professeur d'archéologie en février 1991.
Le professeur Andreïev s'intéressait particulièrement à l'histoire de la Grèce de l'âge du bronze (IIIe millénaire av. J.-C.), jusqu'à l'époque classique (IVe siècle av. J.-C.). Sa thèse d'aspirant au doctorat portait sur Les unions masculines dans les cités-États du dorique (Sparte et Crète); sa thèse de doctorat d'État sur La Société homérique. Tendances fondamentales du développement socio-économique et politique de la Grèce entre les XIe et VIIIe siècles av. J.-C.

## Quelques publications
- Раннегреческий полис (гомеровский период) [La Polis de la Grèce antique (période homérique)], Léningrad, éd. université de Léningrad, 1976, 141 pages.
- История Древней Греции [Histoire de la Grèce antique], Moscou, éd. École supérieure, 1986, 1986 (rééd. 1996, 2005), trois tomes, 382 pages, en collaboration avec V. I. Kouzichtchine, L. P. Marinovitch et G. A. Kochelenko.
- Островные поселения Эгейского мира в эпоху бронзы [Le Peuplement des îles du monde égéen à l'âge du bronze], Léningrad, éd. Naouka, 1989, 231 pages.
- Поэзия мифа и проза истории [Poésie, mythe et prose historiques], Léningrad, éd. Lenizdat, 1990, 223 pages.
- Эгейский мир: природная среда и ритмы культурогенеза (Материалы к конф. «Древ. мир: проблемы экологии») [Le Monde égéen: milieu naturel et rythmes de la culturogenèse] (exposé à la conférence du 18-20 septembre 1995 (Moscou) consacrée au « Monde antique: problèmes de l'écologie »), Moscou, 25 pages.
- Цена свободы и гармонии: Несколько штрихов к портрету греческой цивилизации [La Valeur de la liberté et de l'harmonie: quelques traits pour un portrait de la civilisation grecque], Saint-Pétersbourg, éd. Ermitage national; Aletea, 1998, 431 pages. (collection « Bibliothèque antique »)
- От Евразии к Европе: Крит и Эгейский мир в эпоху бронзы и раннего железа (III — нач. I тысячелетия до н. э.) [De l'Eurasie à l'Europe: la Crète et le monde égéen à l'âge du bronze et au début de l'âge de fer (du IIIe millénaire au début du Ier millénaire av. J.-C.), Saint-Pétersbourg, éd. Dmitri Boulanine, 2002, 864 pages. —  (ISBN 5-86007-273-2).
- Раннегреческий полис (гомеровский период) [La Polis de la Grèce ancienne (période homérique)], 2e éd., suppl., Saint-Pétersbourg, éd. Académie des humanités, 2003, 447 pages.
- Мужские союзы в дорийских городах-государствах (Спарта и Крит) [Les unions masculines dans les cités-États du dorique (Sparte et Crète)], Moscou, éd. Aletea, 2004, 336 pages. (collection «Bibliothèque antique»)
- Гомеровское общество. Основные тенденции социально-экономического и политического развития Греции XI—VIII вв. до н. э. [La Société homérique. Tendances fondamentales du développement socio-économique et politique de la Grèce entre les XIe et VIIIe siècles av. J.-C.], Saint-Pétersbourg, éd. Nestor-Historia, 2004, 496 pages.
- Архаическая Спарта. Искусство и политика. [La Sparte archaïque. Histoire et politique], Saint-Pétersbourg, éd. Nestor-Historia, 2008, 342 pages.

## Source
- (ru) Cet article est partiellement ou en totalité issu de l’article de Wikipédia en russe intitulé « Андреев, Юрий Викторович » (voir la liste des auteurs).